# Tragic Hero
Série
Rich and Famous
(1987)
Pour plus de détails, voir Fiche technique et Distribution.
Tragic Hero (英雄好汉, Ying hung ho hon) est un film d'action hongkongais réalisé par Taylor Wong et sorti en 1987 à Hong Kong. C'est la suite de Rich and Famous, film qui est cependant sorti quelques mois plus tard à Hong Kong.
Il totalise 18 931 893 HK$ de recettes au box-office.

## Fiche technique
- Titre : Tragic Hero
- Titre original : 英雄好汉 (Ying hung ho hon)
- Réalisation : Taylor Wong
- Scénario : Manfred Wong et Stephen Shiu
- Photographie : Abdul M Rumjahn et Johnny Koo
- Montage : Ma Chung-yiu et A Chik
- Musique : Joseph Chan et Sherman Chow
- Production : Johnny Mak
- Société de production : Johnny Mak Production
- Société de distribution : Win's Movie Production
- Pays d'origine :  Hong Kong
- Langue originale : cantonais
- Format : couleur
- Genre : action et film de gangsters
- Durée : 97 minutes
- Dates de sortie :
  -  Taïwan : 24 janvier 1987
  -  Hong Kong : 20 février 1987
  -  Japon : 1988
  -  Corée du Sud : 27 août 1988

## Distribution
- Chow Yun-fat : Lee Ah-chai
- Andy Lau : Lam Ting-kwok
- Alex Man (en) : Tang Kar-yung
- Pauline Wong : Tang Wai-chiu
- Carina Lau : Lau Po-yee
- Danny Lee : l'inspecteur Cheung
- Shing Fui-on : Numéro 6
- Ko Chun-hsiung : Chu Lo-tai
- Alex Ng : Chuan
- Lam Chung : Gros yeux
- Elvis Tsui : un homme de Yung
- Peter Yang (en) : Oncle Chi
- Yip San : l'épouse
- Angela Yu Chien : Mme Chu